# Église Santa Maria della Mercede a Montecalvario

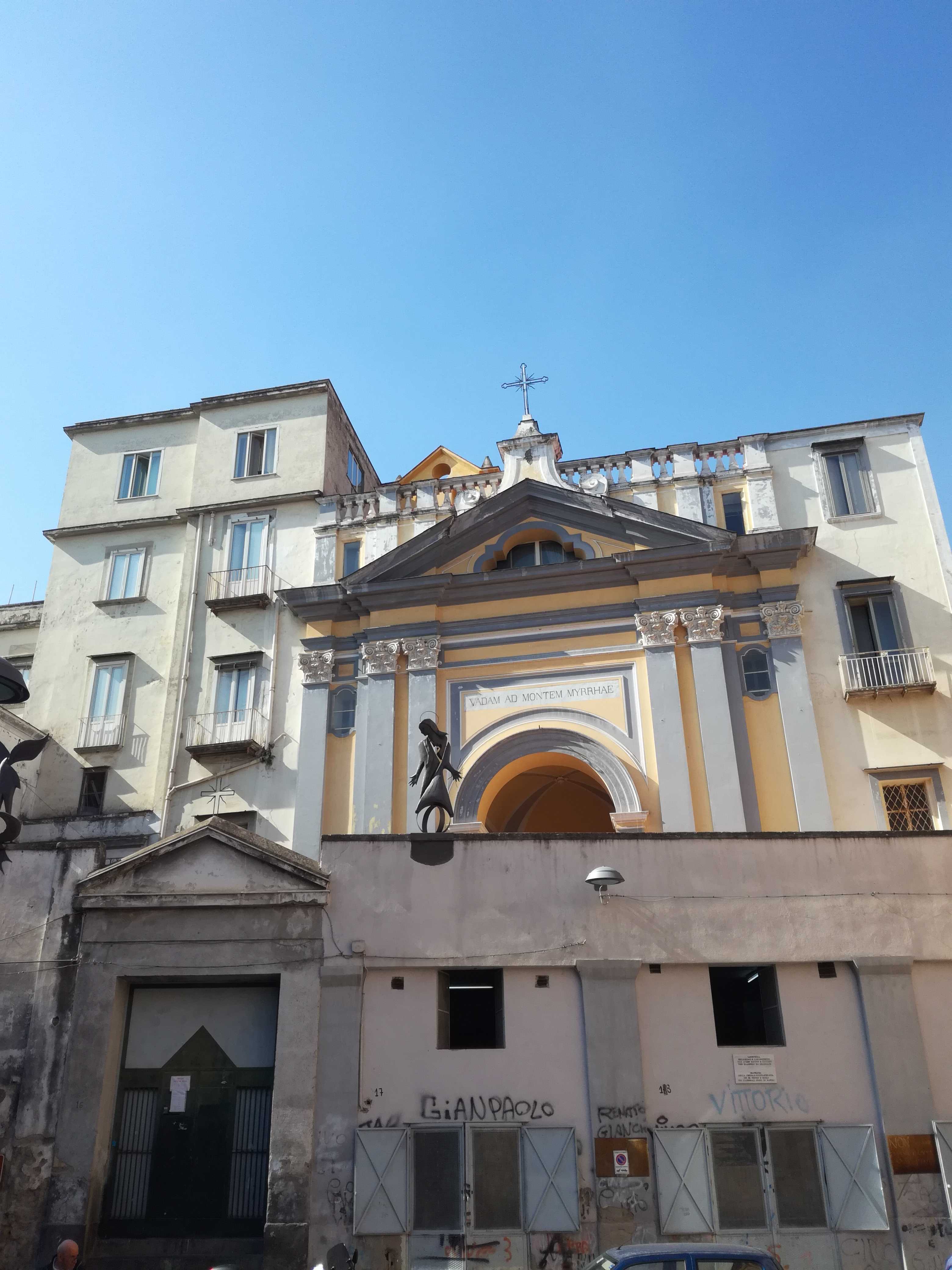
Façade de l'église devant la place du même nom.

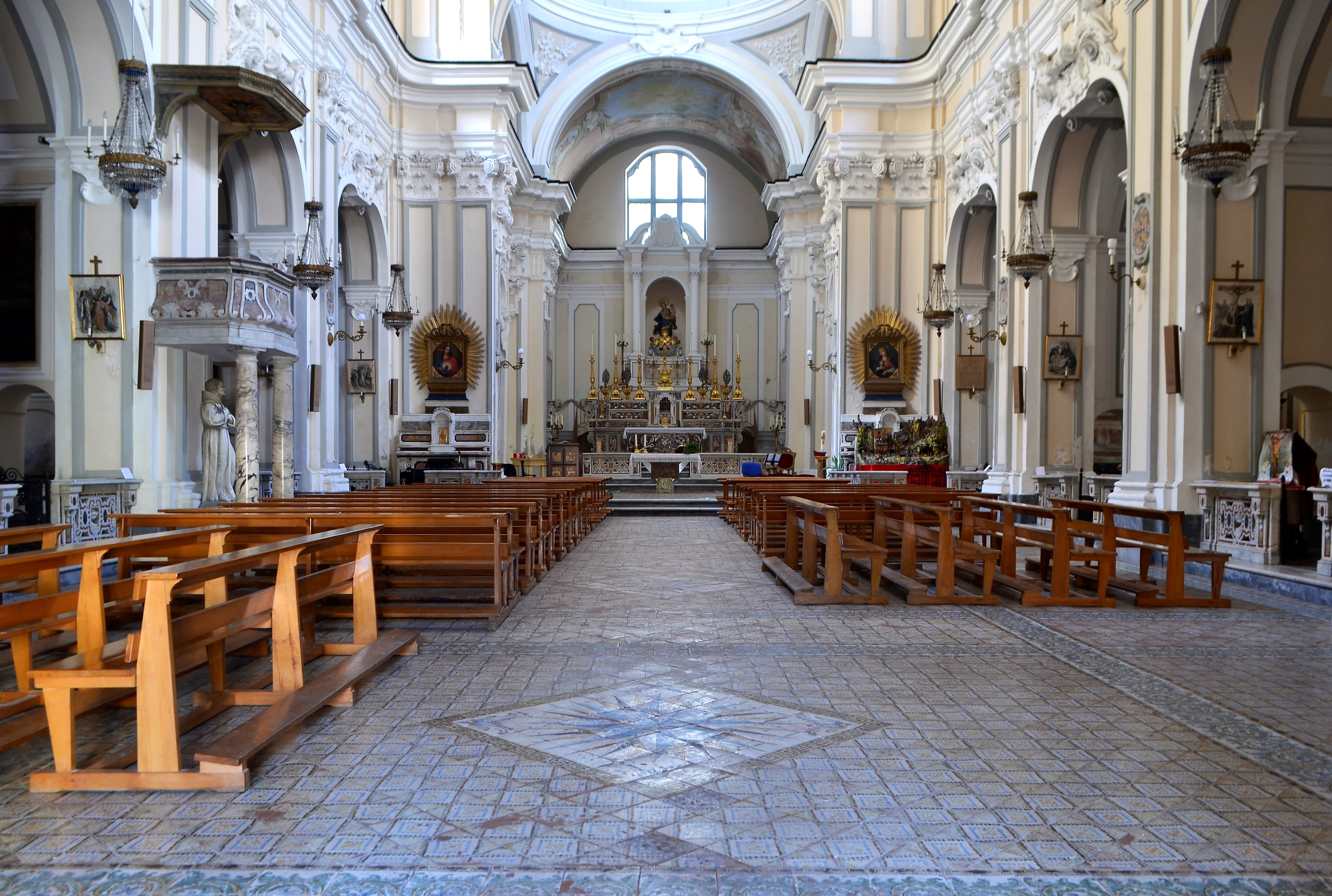
Interne.

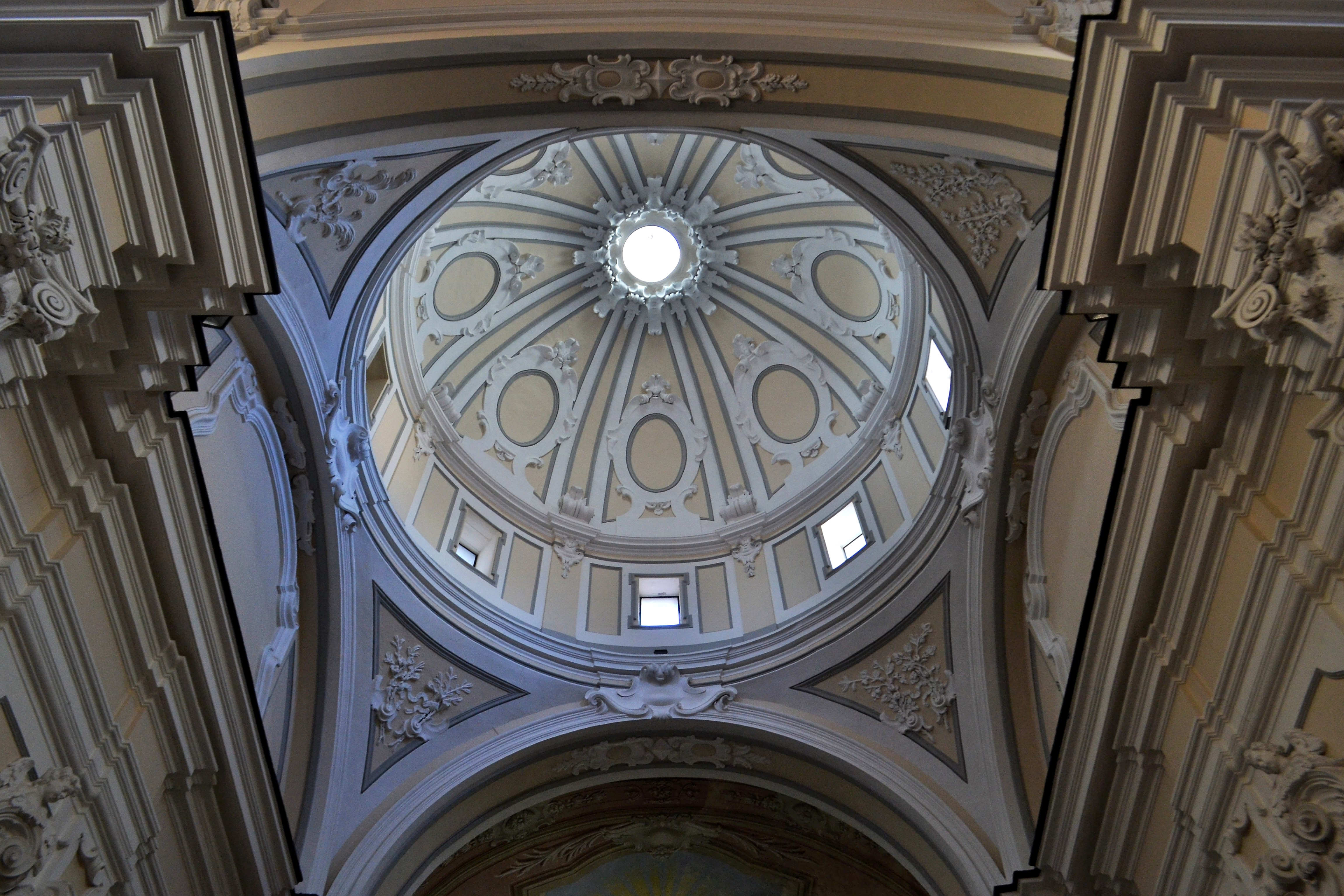
The dôme

L'église Santa Maria della Mercede a Montecalvario (Sainte-Marie-de-la-Merci de Montecalvario) est une église baroque monumentale de Naples donnant largo Montecalvario dans les Quartiers Espagnols.

## Histoire
L'église est fondée en 1560 par Ilaria d'Apuzzo, dame de la noblesse napolitaine, qui en fait don aux franciscains observants. L'église est bien visible sur une vue de Lafréry qui met en évidence l'édifice avec sa coupole. Les années 1580 voient la fondation de la congrégation de l'Immaculée-Conception qui en fait son siège. Au début du XVIIe siècle, l'église est agrandie et précédée d'un escalier monumental et d'un portique à cinq arcades. En 1677, Gennaro Schiavo est chargé de refaire la décoration dans le goût baroque.
Le couvent est supprimé par les lois françaises de 1808 et transformé en caserne. Le parvis est réservé à un marché de produits comestibles selon le plan de Stefano Gasse. Cela provoque la destruction de l'escalier monumental qui est remplacé par un petit escalier sans goût entouré d'échoppes. Les travaux sont achevés en 1816.
Dix ans plus tard, les franciscains observants retournent dans leur couvent et y restaurent l'église. D'autres restaurations interviennent en 1858.
Ils partent de nouveau après l'unité italienne. Les Sœurs de Saint Vincent de Paul (chassées de France par les lois anticléricales) rachètent l'ancien couvent franciscain (et y ouvrent un collège) et restaurent l'église.
Une nouvelle école est bâtie en 1928 à la place du collège de l'Immaculée-Conception, mais l'ensemble est endommagé par le tremblement de terre de 1980 et restauré dans la décennie suivante. On a trouvé sur les marbres du maître-autel en 1980 une prédelle représentant La Procession du sang de saint Janvier qui a été restaurée.

## L'intérieur
L'intérieur comprend une nef unique, surmonté d'une coupole, avec des chapelles latérales. Le maître-autel est de l'atelier de Fanzago, ainsi que deux bénitiers. Les épigraphes, les monuments funéraires et les sculptures des chapelles sont d'un intérêt historique et artistique certain.
la première chapelle de gauche possède un panneau du XVIe siècle représentant Notre-Dame du Rosaire et le Jugement dernier de Michele Cuira; les autres chapelles abritent des panneaux de la même période: une Déposition d'un disciple de Giovan Bernardo Lama, le triptyque de La Vierge de l'Annonciation entre saint André et sainte Véronique provenant de l'école d'Andrea Sabbatini.
D'autres œuvres sont de la main de Leonardo Castellani, de Giacomo da Cosenza et de l'école de Beinaschi.
L'édifice subit des transformations au XIXe siècle et au XXe siècle, comme les deux fenêtre murées du côté gauche. L'ajout de bâtiment annexes et les surélévations ont altéré les volumes originaux de cet ensemble architectural..

## Le couvent
Le couvent de Montecalvario se trouve en annexe de l'église. Ce couvent est érigé au XVIe siècle par les franciscains observants grâce à un don de 250 écus d'Ilaria d'Apuzzo. Ils en sont expulsés en 1808 pour laisser la place à une caserne et y retournent à la restauration des Bourbons. Ils partent après l'unité italienne.
Les Sœurs de Saint Vincent de Paul et de sainte Louise de Marillac, venues de France, acquièrent de l'État l'ancien couvent et y ouvrent un collège, démoli et reconstruit en 1928. Il ne reste aujourd'hui du couvent original que le portique rectangulaire de piperno.

## Source de la traduction
- (it) Cet article est partiellement ou en totalité issu de l’article de Wikipédia en italien intitulé « Chiesa di Santa Maria della Mercede a Montecalvario » (voir la liste des auteurs).